# Kenaz

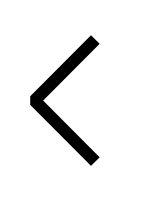
Kenaz
Variante im jüngeren Futhark

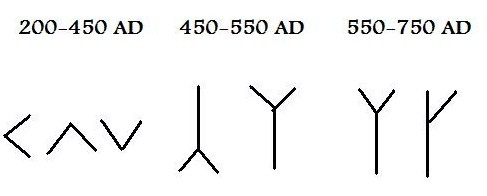
Entwicklung der Kenaz-Rune

Kenaz (ᚲ) ist die sechste Rune des älteren Futhark und des altnordischen Runenalphabets mit dem Lautwert k.
Der rekonstruierte urgermanische Name bedeutet „Kien“ oder „Kahn“. Er erscheint in den Runengedichten als altnordisch kaun, altenglisch cēn bzw. gotisch chozma.

## Zeichenkodierung
| Standard  | Standard    | Kenaz (ᚲ)          | ᚳ                | ᚴ                   |
| --------- | ----------- | ------------------ | ---------------- | ------------------- |
| Unicode   | Codepoint   | U+16B2             | U+16B3           | U+16B4              |
| Unicode   | Name        | RUNIC LETTER KAUNA | RUNIC LETTER CEN | RUNIC LETTER KAUN K |
| UTF-8     | UTF-8       | E1 9A B2           | E1 9A B3         | E1 9A B4            |
| XML/XHTML | dezimal     | &#5810;            | &#5811;          | &#5812;             |
| XML/XHTML | hexadezimal | &#x16B2;           | &#x16B3;         | &#x16B4;            |